# Список нагороджених хрестом «За мужність»

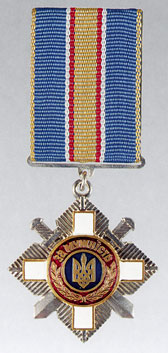
Відзнака Президента України — хрест «За мужність»

Це список осіб, нагороджених відзнакою Президента України — хрестом «За мужність» у хронологічному порядку. Всього було нагороджено 88 осіб. Інформація наводиться відповідно до Указів Президента України щодо нагородження.
Відзнаки Президента України «За мужність» — зірка «За мужність» і хрест «За мужність» — друга та третя нагороди незалежної України — відзнаки Президента України, та перші, засновані Президентом України Л. Д. Кучмою. Відзнаки засновані відповідно до пункту 9-2 статті 114-5 діючої у 1995 р. Конституції України для нагородження громадян України за особисту мужність і відвагу, виявлені у захисті державних інтересів України, конституційних прав і свобод людини, виконанні військового, службового та громадянського обов'язку.
Нагородження відзнаками здійснювалися у 1995 — 1996 роках, до заснування наступника нагород — відзнаки Президента України — ордена «За мужність». Особи, нагороджені відзнаками Президента України — зіркою «За мужність», хрестом «За мужність» прирівнюються до нагороджених орденом «За мужність» та визнаються кавалерами ордена «За мужність», зберігаючи право на носіння вручених їм відзнак.

## Статистика нагороджень
Всього було нагороджено 88 осіб; всі нагородження здійснені указами Президента України Л. Д. Кучми.
За роками
| 1995 | 35 |
| 1996 | 53 |

За статтю
| Чоловіки | 84 |
| Жінки    | 4  |

Посмертних
| За життя  | 71 |
| Посмертно | 17 |

## 1995 рік
| №  | Нагороджений                              | Нагороджений | Нагороджений | Підстава нагородження | Дата             | Указ   |
| 1  | Зарва Сергій Валентинович                 | Україна      | командир сторожового корабля Прикордонних військ України, капітан II рангу, м. Севастополь                                                            | За заслуги у зміцненні обороноздатності і безпеки України, боротьбі зі злочинністю, мужність та самовіддані дії, виявлені під час виконання військового і службового обов'язку | 7 травня 1995    | [ 1 ]  |
| 2  | Оченашенко Анатолій Володимирович         | Україна      | старший бортовий авіаційний технік-інструктор окремої бойової вертольотної ескадрильї Національної гвардії України, капітан гвардії                   | За заслуги у зміцненні обороноздатності і безпеки України, боротьбі зі злочинністю, мужність та самовіддані дії, виявлені під час виконання військового і службового обов'язку | 7 травня 1995    | [ 1 ]  |
| 3  | Савков Анатолій Олексійович               | Україна      | міліціонер патрульно-постової служби міліції Головного управління МВС України в місті Києві, старшина міліції                                         | За заслуги у зміцненні обороноздатності і безпеки України, боротьбі зі злочинністю, мужність та самовіддані дії, виявлені під час виконання військового і службового обов'язку | 7 травня 1995    | [ 1 ]  |
| 4  | Чернишов Антон Євгенович                  | Україна      | міліціонер патрульно-постової служби міліції Головного управління МВС України в Криму, старшина міліції, м. Сімферополь                               | За заслуги у зміцненні обороноздатності і безпеки України, боротьбі зі злочинністю, мужність та самовіддані дії, виявлені під час виконання військового і службового обов'язку | 7 травня 1995    | [ 1 ]  |
| 5  | Шевляков Віктор Михайлович                | Україна      | старший офіцер Служби безпеки України, підполковник, м. Київ                                                                                          | За заслуги у зміцненні обороноздатності і безпеки України, боротьбі зі злочинністю, мужність та самовіддані дії, виявлені під час виконання військового і службового обов'язку | 7 травня 1995    | [ 1 ]  |
| 6  | Городецький Марко Михайлович              | Україна      | начальник інфекційного центру Головного військового клінічного госпіталю — головний інфекціоніст Міністерства оборони України, полковник              | За мужність і самовіддані дії у рятуванні людей під час ліквідації спалахів холери та дифтерії, високу лікарську майстерність                                                  | 12 червня 1995   | [ 2 ]  |
| 7  | Дозорцев Володимир Васильович             | Україна      | старший водій автомобіля 10-ї самостійної державної пожежної частини по охороні міста Хуста, Закарпатська область                                     | За мужність і відвагу, виявлені під час гасіння пожежі | 26 червня 1995   | [ 3 ]  |
| 8  | Басараб Андрій Павлович (посмертно)       | Україна      | міліціонер Мукачівського міського відділу Управління МВС в Закарпатській області                                                                      | За мужність і героїзм, виявлені під час затримання злочинців | 26 червня 1995   | [ 4 ]  |
| 9  | Газізов Рафаїл Фатаз'янович               | Україна      | командир полку механізованої дивізії армійського корпусу Прикарпатського військового округу, полковник                                                | За особисті заслуги у виконанні завдань по забезпеченню недоторканості державного кордону України, високий професіоналізм                                                      | 1 липня 1995     | [ 5 ]  |
| 10 | Крівізюк Леонід Петрович                  | Україна      | командир полку мотострілецької дивізії армійського корпусу Прикарпатського військового округу, підполковник                                           | За особисті заслуги у виконанні завдань по забезпеченню недоторканості державного кордону України, високий професіоналізм                                                      | 1 липня 1995     | [ 5 ]  |
| 11 | Васін Олександр Федорович                 | Україна      | командир технічної бази ракетної дивізії ракетної армії, полковник                                                                                    | За особисту мужність і відвагу, виявлені при ліквідації ракетно-ядерного озброєння                                                                                             | 17 серпня 1995   | [ 6 ]  |
| 12 | Некрасов Юрій Ігорович                    | Україна      | старший оперуповноважений відділу Управління Служби безпеки України, майор                                                                            | За особисті заслуги у виявленні та затриманні небезпечних злочинців, високий професіоналізм                                                                                    | 23 серпня 1995   | [ 7 ]  |
| 13 | Турчак Володимир Антонович                | Україна      | заступник командира — начальник штабу дивізії Національної гвардії України, полковник гвардії                                                         | За зразкове виконання військового обов'язку, виявлені при цьому честь і доблесть                                                                                               | 23 серпня 1995   | [ 8 ]  |
| 14 | Шевченко Микола Федорович                 | Україна      | командир відділення 3-ї державної пожежної частини Управління МВС України в Кіровоградській області, прапорщик внутрішньої служби                     | За виняткову мужність, сміливі і самовіддані дії, виявлені при гасінні пожеж і рятуванні людей                                                                                 | 23 серпня 1995   | [ 9 ]  |
| 15 | Шмітько Олександр Григорович              | Україна      | заступник начальника управління карного розшуку Управління МВС України в Запорізькій області, майор міліції                                           | За особисті заслуги у боротьбі зі злочинністю, мужність, сміливі та рішучі дії, виявлені при затриманні озброєних злочинців                                                    | 23 серпня 1995   | [ 10 ] |
| 16 | Кириченко Віталій Миколайович             | Україна      | заступник Міністра внутрішніх справ України — начальник Головного управління Міністерства внутрішніх справ України в Криму, генерал-майор             | За особисту мужність, сміливі і рішучі дії, виявлені під час затримання особливо небезпечного озброєного злочинця                                                              | 23 серпня 1995   | [ 11 ] |
| 17 | Смірнягін Олександр Володимирович         | Україна      | командир загону авіаційної ескадрильї Прикордонних військ України, майор                                                                              | За особисту мужність і високий професіоналізм, виявлені в охороні державного кордону України                                                                                   | 18 жовтня 1995   | [ 12 ] |
| 18 | Андрюшенко Віктор Герасимович             | Україна      | інспектор дорожньо-патрульної служби Білгород-Дністровського міського відділу Управління МВС України в Одеській області, старшина міліції             | За особисту мужність, самовідданість, сміливі та рішучі дії, виявлені під час затримання озброєного злочинця                                                                   | 2 листопада 1995 | [ 13 ] |
| 19 | Тимчишин Дмитро Володимирович (посмертно) | Україна      | інспектор з дозвільної системи Білгород-Дністровського міського відділу Управління МВС України в Одеській області, майор міліції                      | За особисту мужність, самовідданість, сміливі та рішучі дії, виявлені під час затримання озброєного злочинця                                                                   | 2 листопада 1995 | [ 13 ] |
| 20 | Харев В'ячеслав Олегович                  | Україна      | командир роти військової частини Національної гвардії України, старший лейтенант гвардії                                                              | За особисту мужність і самовідданість, виявлені в охороні громадського порядку                                                                                                 | 2 листопада 1995 | [ 14 ] |
| 21 | Колісніченко Михайло Іванович             | Україна      | командир механізованої бригади армійського корпусу Прикарпатського військового округу, полковник                                                      | За особисті заслуги у виконанні військового обов'язку, високий професіоналізм                                                                                                  | 1 грудня 1995    | [ 15 ] |
| 22 | Котелянець Петро Олександрович            | Україна      | командир зенітного ракетного полку механізованої дивізії армійського корпусу Одеського військового округу, полковник                                  | За особисті заслуги у виконанні військового обов'язку, високий професіоналізм                                                                                                  | 1 грудня 1995    | [ 15 ] |
| 23 | Стовбун Анатолій Борисович                | Україна      | сапер інженерно-саперної роти окремого спеціального батальйону миротворчих сил ООН у колишній Югославії, рядовий                                      | За особисті заслуги у виконанні військового обов'язку, високий професіоналізм                                                                                                  | 1 грудня 1995    | [ 15 ] |
| 24 | Бортніков Андрій Геннадійович (посмертно) | Україна      | старший пожежний I-ї державної пожежної частини Головного Управління МВС України в м. Києві, сержант внутрішньої служби                               | За мужність, сміливі і самовіддані дії, виявлені при гасінні пожежі | 18 грудня 1995   | [ 16 ] |
| 25 | Авласевич Мирослав Павлович               | Україна      | старший оперуповноважений управління по боротьбі з організованою злочинністю Головного управління МВС України в Криму, майор міліції                  | За мужність і відвагу у виявленні та затриманні небезпечних злочинців, високу професійну майстерність                                                                          | 18 грудня 1995   | [ 17 ] |
| 26 | Апекунов Олександр Сергійович             | Україна      | заступник командира оперативного взводу міліції швидкого реагування «Беркут» Управління МВС України в Чернігівській області, старший сержант міліції  | За мужність і відвагу у виявленні та затриманні небезпечних злочинців, високу професійну майстерність                                                                          | 18 грудня 1995   | [ 17 ] |
| 27 | Бантуш Володимир Костянтинович            | Україна      | старший оперуповноважений відділу по боротьбі з організованою злочинністю в м. Краматорську Управління МВС України в Донецькій області, майор міліції | За мужність і відвагу у виявленні та затриманні небезпечних злочинців, високу професійну майстерність                                                                          | 18 грудня 1995   | [ 17 ] |
| 28 | Буряков Сергій Іванович                   | Україна      | оперуповноважений управління по боротьбі з організованою злочинністю Управління МВС України в Кіровоградській області, майор міліції                  | За мужність і відвагу у виявленні та затриманні небезпечних злочинців, високу професійну майстерність                                                                          | 18 грудня 1995   | [ 17 ] |
| 29 | Забарний Олександр Миколайович            | Україна      | перший заступник начальника Васильківського міського відділу Головного управління МВС України в Київській області, майор міліції                      | За мужність і відвагу у виявленні та затриманні небезпечних злочинців, високу професійну майстерність                                                                          | 18 грудня 1995   | [ 17 ] |
| 30 | Кічев Валентин Іванович                   | Україна      | начальник відділення карного розшуку Феодосійського міського відділу Головного управління МВС України в Криму, підполковник міліції                   | За мужність і відвагу у виявленні та затриманні небезпечних злочинців, високу професійну майстерність                                                                          | 18 грудня 1995   | [ 17 ] |
| 31 | Макаренко Михайло Іванович                | Україна      | старший оперуповноважений Головного управління кримінального пошуку МВС України, старший лейтенант міліції                                            | За мужність і відвагу у виявленні та затриманні небезпечних злочинців, високу професійну майстерність                                                                          | 18 грудня 1995   | [ 17 ] |
| 32 | Обійдихата Сергій Петрович                | Україна      | начальник відділення управління по боротьбі з організованою злочинністю УМВС України в Кіровоградській області, майор міліції                         | За мужність і відвагу у виявленні та затриманні небезпечних злочинців, високу професійну майстерність                                                                          | 18 грудня 1995   | [ 17 ] |
| 33 | Огієнко Микола Миколайович                | Україна      | заступник командира батальйону міліції швидкого реагування «Беркут» Управління МВС України в Луганській області, підполковник міліції                 | За мужність і відвагу у виявленні та затриманні небезпечних злочинців, високу професійну майстерність                                                                          | 18 грудня 1995   | [ 17 ] |
| 34 | Скалецький Володимир Петрович             | Україна      | старший оперуповноважений відділу карного розшуку Вінницького міського управління УМВС України у Вінницькій області, капітан міліції                  | За мужність і відвагу у виявленні та затриманні небезпечних злочинців, високу професійну майстерність                                                                          | 18 грудня 1995   | [ 17 ] |
| 35 | Трусов Віктор Іванович                    | Україна      | міліціонер патрульно-постової служби Управління МВС України на Львівській залізниці, молодший сержант міліції                                         | За мужність і відвагу у виявленні та затриманні небезпечних злочинців, високу професійну майстерність                                                                          | 18 грудня 1995   | [ 17 ] |

## 1996 рік
| №  | Нагороджений                                | Нагороджений | Нагороджений | Підстава нагородження | Дата           | Указ   |
| 36 | Новохатський Юрій Михайлович                | Україна      | інспектор служби державного пожежного нагляду Валківського району Управління МВС України в Харківській області, лейтенант внутрішньої служби                            | За особисту мужність, сміливі і самовіддані дії, виявлені під час гасіння пожеж                                                                | 24 січня 1996  | [ 18 ] |
| 37 | Оснадчук Іван Олександрович (посмертно)     | Україна      | старшина самостійної державної пожежної частини N 8 з охорони м. Коростеня Управління МВС України в Житомирській області, прапорщик внутрішньої служби                  | За особисту мужність, сміливі і самовіддані дії, виявлені під час гасіння пожеж                                                                | 24 січня 1996  | [ 18 ] |
| 38 | Іванов Микола Миколайович (посмертно)       | Україна      | оперуповноважений відділення карного розшуку Франківського районного відділу Львівського міського управління УМВС України у Львівській області, капітан міліції         | За особисту мужність і відвагу, сміливі та рішучі дії, виявлені під час затримання озброєного злочинця                                         | 3 лютого 1996  | [ 19 ] |
| 39 | Лисицин Олександр Володимирович (посмертно) | Україна      | начальник відділення по боротьбі з груповою злочинністю відділу карного розшуку Львівського міського управління УМВС України у Львівській області, підполковник міліції | За особисту мужність і відвагу, сміливі та рішучі дії, виявлені під час затримання озброєного злочинця                                         | 3 лютого 1996  | [ 19 ] |
| 40 | Буланко Сергій Володимирович                | Україна      | старший авіаційний технік бригади армійської авіації Прикарпатського військового округу, капітан                                                                        | За особисту мужність і відвагу, виявлені при ліквідації аварії на Чорнобильській АЕС                                                           | 26 квітня 1996 | [ 20 ] |
| 41 | Вовк Анатолій Антонович                     | Україна      | голова центральної ради Всеукраїнської асоціації інвалідів Чорнобиля, м. Київ                                                                                           | За особисту мужність і відвагу, виявлені при ліквідації аварії на Чорнобильській АЕС                                                           | 26 квітня 1996 | [ 20 ] |
| 42 | Войтов Володимир Васильович                 | Україна      | голова Вінницької обласної громадської організації «Союз Чорнобиль України»                                                                                             | За особисту мужність і відвагу, виявлені при ліквідації аварії на Чорнобильській АЕС                                                           | 26 квітня 1996 | [ 20 ] |
| 43 | Володін Сергій Іванович                     | Україна      | начальник зміни Головного центру управління повітряним рухом Міністерства оборони України, підполковник                                                                 | За особисту мужність і відвагу, виявлені при ліквідації аварії на Чорнобильській АЕС                                                           | 26 квітня 1996 | [ 20 ] |
| 44 | Клоченок Галина Петрівна                    | Україна      | заступник начальника управління Київської обласної державної адміністрації                                                                                              | За особисту мужність і відвагу, виявлені при ліквідації аварії на Чорнобильській АЕС                                                           | 26 квітня 1996 | [ 20 ] |
| 45 | Кургуз Анатолій Харлампійович (посмертно)   | СРСР         | черговий оператор реакторного цеху Чорнобильської АЕС | За особисту мужність і відвагу, виявлені при ліквідації аварії на Чорнобильській АЕС                                                           | 26 квітня 1996 | [ 20 ] |
| 46 | Лелеченко Олександр Григорович (посмертно)  | СРСР         | заступник начальника електричного цеху Чорнобильської АЕС | За особисту мужність і відвагу, виявлені при ліквідації аварії на Чорнобильській АЕС                                                           | 26 квітня 1996 | [ 20 ] |
| 47 | Лопатюк Віктор Іванович (посмертно)         | СРСР         | черговий електромонтер електричного цеху Чорнобильської АЕС | За особисту мужність і відвагу, виявлені при ліквідації аварії на Чорнобильській АЕС                                                           | 26 квітня 1996 | [ 20 ] |
| 48 | Луцик Микола Володимирович                  | Україна      | начальник служби радіаційного, хімічного, біологічного захисту Головного управління Національної гвардії України, полковник гвардії                                     | За особисту мужність і відвагу, виявлені при ліквідації аварії на Чорнобильській АЕС                                                           | 26 квітня 1996 | [ 20 ] |
| 49 | Махров Валерій Олексійович                  | Україна      | механік колективного сільськогосподарського підприємства «Мирний» Іванівського району, Херсонська область                                                               | За особисту мужність і відвагу, виявлені при ліквідації аварії на Чорнобильській АЕС                                                           | 26 квітня 1996 | [ 20 ] |
| 50 | Мохов Володимир Іванович                    | Україна      | заступник командуючого Національною гвардією України, генерал-лейтенант гвардії                                                                                         | За особисту мужність і відвагу, виявлені при ліквідації аварії на Чорнобильській АЕС                                                           | 26 квітня 1996 | [ 20 ] |
| 51 | Новіков Анатолій Олександрович              | Україна      | начальник відділу управління Штабу цивільної оборони Кіровоградської області                                                                                            | За особисту мужність і відвагу, виявлені при ліквідації аварії на Чорнобильській АЕС                                                           | 26 квітня 1996 | [ 20 ] |
| 52 | Ситніков Анатолій Андрійович (посмертно)    | СРСР         | заступник головного інженера по експлуатації Чорнобильської АЕС | За особисту мужність і відвагу, виявлені при ліквідації аварії на Чорнобильській АЕС                                                           | 26 квітня 1996 | [ 20 ] |
| 53 | Стародумов Валерій Михайлович               | Україна      | заступник начальника управління Державного комітету України по використанню ядерної енергії                                                                             | За особисту мужність і відвагу, виявлені при ліквідації аварії на Чорнобильській АЕС                                                           | 26 квітня 1996 | [ 20 ] |
| 54 | Телятников Леонід Петрович                  | Україна      | генерал-майор внутрішньої служби у відставці, Герой Радянського Союзу                                                                                                   | За особисту мужність і відвагу, виявлені при ліквідації аварії на Чорнобильській АЕС                                                           | 26 квітня 1996 | [ 20 ] |
| 55 | Титаренко Олексій Федорович                 | Україна      | командир окремої мобільної механізованої бригади Штабу Цивільної оборони України, полковник                                                                             | За особисту мужність і відвагу, виявлені при ліквідації аварії на Чорнобильській АЕС                                                           | 26 квітня 1996 | [ 20 ] |
| 56 | Шулигін Борис Олексійович                   | Україна      | заступник командира понтонно-мостової бригади Міністерства оборони України, полковник                                                                                   | За особисту мужність і відвагу, виявлені при ліквідації аварії на Чорнобильській АЕС                                                           | 26 квітня 1996 | [ 20 ] |
| 57 | Булава Василь Васильович                    | Україна      | інвалід II групи, м. Київ | За особисту мужність і відвагу, виявлені у ліквідації аварії на Чорнобильській АЕС                                                             | 8 травня 1996  | [ 21 ] |
| 58 | Ващук Микола Васильович (посмертно)         | СРСР         | командир відділення самостійної воєнізованої пожежної частини N 6 по охороні міста Прип'ять                                                                             | За особисту мужність і відвагу, виявлені у ліквідації аварії на Чорнобильській АЕС                                                             | 8 травня 1996  | [ 21 ] |
| 59 | Єфіменко Олександр Іванович                 | Україна      | начальник загону державної пожежної охорони N 6 Київського картонно-паперового комбінату і Трипільського біохімічного заводу                                            | За особисту мужність і відвагу, виявлені у ліквідації аварії на Чорнобильській АЕС                                                             | 8 травня 1996  | [ 21 ] |
| 60 | Ігнатенко Василь Іванович (посмертно)       | СРСР         | командир відділення самостійної воєнізованої пожежної частини N 6 по охороні міста Прип'ять                                                                             | За особисту мужність і відвагу, виявлені у ліквідації аварії на Чорнобильській АЕС                                                             | 8 травня 1996  | [ 21 ] |
| 61 | Комар Степан Карпович (посмертно)           | СРСР         | респіраторник 17-ї професійної пожежної частини по охороні міста Чорнобиля                                                                                              | За особисту мужність і відвагу, виявлені у ліквідації аварії на Чорнобильській АЕС                                                             | 8 травня 1996  | [ 21 ] |
| 62 | Крисько Михайло Федорович (посмертно)       | Україна      | водій автомобіля самостійної воєнізованої пожежної частини N 25 управління пожежної охорони УВС Київської області                                                       | За особисту мужність і відвагу, виявлені у ліквідації аварії на Чорнобильській АЕС                                                             | 8 травня 1996  | [ 21 ] |
| 63 | Нечипоренко Микола Леонідович               | Україна      | інвалід II групи, м. Київ | За особисту мужність і відвагу, виявлені у ліквідації аварії на Чорнобильській АЕС                                                             | 8 травня 1996  | [ 21 ] |
| 64 | Палагеча Володимир Семенович                | Україна      | інвалід II групи, м. Київ | За особисту мужність і відвагу, виявлені у ліквідації аварії на Чорнобильській АЕС                                                             | 8 травня 1996  | [ 21 ] |
| 65 | Петровський Олександр Іванович              | Україна      | інвалід II групи, Київська область | За особисту мужність і відвагу, виявлені у ліквідації аварії на Чорнобильській АЕС                                                             | 8 травня 1996  | [ 21 ] |
| 66 | Половинкін Андрій Миколайович               | Україна      | інвалід II групи, м. Київ | За особисту мужність і відвагу, виявлені у ліквідації аварії на Чорнобильській АЕС                                                             | 8 травня 1996  | [ 21 ] |
| 67 | Прищепа Володимир Олександрович (посмертно) | Україна      | пожежний самостійної воєнізованої пожежної частини N 1 управління пожежної охорони УВС Київської області                                                                | За особисту мужність і відвагу, виявлені у ліквідації аварії на Чорнобильській АЕС                                                             | 8 травня 1996  | [ 21 ] |
| 68 | Титенок Микола Іванович (посмертно)         | СРСР         | пожежний самостійної воєнізованої пожежної частини N 6 по охороні міста Прип'ять                                                                                        | За особисту мужність і відвагу, виявлені у ліквідації аварії на Чорнобильській АЕС                                                             | 8 травня 1996  | [ 21 ] |
| 69 | Тішура Володимир Іванович (посмертно)       | СРСР         | старший пожежний самостійної воєнізованої пожежної частини N 6 по охороні міста Прип'ять                                                                                | За особисту мужність і відвагу, виявлені у ліквідації аварії на Чорнобильській АЕС                                                             | 8 травня 1996  | [ 21 ] |
| 70 | Фере Едуард Вадимович                       | Україна      | радник Міністра внутрішніх справ України | За особисту мужність і відвагу, виявлені у ліквідації аварії на Чорнобильській АЕС                                                             | 8 травня 1996  | [ 21 ] |
| 71 | Шаврей Леонід Михайлович                    | Україна      | інвалід II групи, м. Київ | За особисту мужність і відвагу, виявлені у ліквідації аварії на Чорнобильській АЕС                                                             | 8 травня 1996  | [ 21 ] |
| 72 | Ярмоленко Іван Іванович                     | Україна      | інвалід II групи, Черкаська область | За особисту мужність і відвагу, виявлені у ліквідації аварії на Чорнобильській АЕС                                                             | 8 травня 1996  | [ 21 ] |
| 73 | Іванов Іван Іванович                        | Україна      | командир відділення оперативного воєнізованого гірничорятувального загону                                                                                               | За мужність і самовіддані дії у рятуванні людей і ліквідації пожежі на шахті імені О. Ф. Засядька                                              | 23 травня 1996 | [ 22 ] |
| 74 | Канілов Сергій Миколайович                  | Україна      | помічник командира 3-го воєнізованого гірничорятувального загону | За мужність і самовіддані дії у рятуванні людей і ліквідації пожежі на шахті імені О. Ф. Засядька                                              | 23 травня 1996 | [ 22 ] |
| 75 | Сириця Сергій Миколайович                   | Україна      | командир взводу оперативного воєнізованого гірничорятувального загону                                                                                                   | За мужність і самовіддані дії у рятуванні людей і ліквідації пожежі на шахті імені О. Ф. Засядька                                              | 23 травня 1996 | [ 22 ] |
| 76 | Рудкін Леонід Миколайович                   | Україна      | начальник Севастопольської митниці | За вагомий особистий внесок у розвиток митної служби, боротьбу з порушеннями митних правил та контрабандою, високий професіоналізм             | 26 червня 1996 | [ 23 ] |
| 77 | Холодирьов Юрій Володимирович               | Україна      | головний інспектор Дніпропетровської митниці | За вагомий особистий внесок у розвиток митної служби, боротьбу з порушеннями митних правил та контрабандою, високий професіоналізм             | 26 червня 1996 | [ 23 ] |
| 78 | Хижняк Борис Борисович                      | Україна      | начальник Управління державної пожежної охорони МВС України, полковник внутрішньої служби                                                                               | За особисту мужність, уміле керівництво підрозділами під час гасіння пожежі на газовій свердловині в селі Мільки, Чернігівська область         | 18 липня 1996  | [ 24 ] |
| 79 | Браславець Євген Анатолійович               | Україна      | чемпіон XXVI Олімпійських ігор з вітрильного спорту, м. Дніпропетровськ                                                                                                 | За видатні спортивні перемоги на XXVI літніх Олімпійських іграх в Атланті, особистий внесок у піднесення авторитету і престижу України в світі | 7 серпня 1996  | [ 25 ] |
| 80 | Кличко Володимир Володимирович              | Україна      | чемпіон XXVI Олімпійських ігор з боксу, Київська область | За видатні спортивні перемоги на XXVI літніх Олімпійських іграх в Атланті, особистий внесок у піднесення авторитету і престижу України в світі | 7 серпня 1996  | [ 25 ] |
| 81 | Кравець Інеса Миколаївна                    | Україна      | чемпіонка XXVI Олімпійських ігор, рекордсменка світу, заслужений майстер спорту України з легкої атлетики, м. Київ                                                      | За видатні спортивні перемоги на XXVI літніх Олімпійських іграх в Атланті, особистий внесок у піднесення авторитету і престижу України в світі | 7 серпня 1996  | [ 25 ] |
| 82 | Матвієнко Ігор Григорович                   | Україна      | чемпіон XXVI Олімпійських ігор з вітрильного спорту, м. Дніпропетровськ                                                                                                 | За видатні спортивні перемоги на XXVI літніх Олімпійських іграх в Атланті, особистий внесок у піднесення авторитету і престижу України в світі | 7 серпня 1996  | [ 25 ] |
| 83 | Олейник В'ячеслав Миколайович               | Україна      | чемпіон XXVI Олімпійських ігор з греко-римської боротьби, м. Маріуполь, Донецька область                                                                                | За видатні спортивні перемоги на XXVI літніх Олімпійських іграх в Атланті, особистий внесок у піднесення авторитету і престижу України в світі | 7 серпня 1996  | [ 25 ] |
| 84 | Подкопаєва Лілія Олександрівна              | Україна      | дворазова чемпіонка XXVI Олімпійських ігор, заслужений майстер спорту України зі спортивної гімнастики, м. Донецьк                                                      | За видатні спортивні перемоги на XXVI літніх Олімпійських іграх в Атланті, особистий внесок у піднесення авторитету і престижу України в світі | 7 серпня 1996  | [ 25 ] |
| 85 | Серебрянська Катерина Олегівна              | Україна      | чемпіонка XXVI Олімпійських ігор, заслужений майстер спорту України з художньої гімнастики, м. Сімферополь, Автономна Республіка Крим                                   | За видатні спортивні перемоги на XXVI літніх Олімпійських іграх в Атланті, особистий внесок у піднесення авторитету і престижу України в світі | 7 серпня 1996  | [ 25 ] |
| 86 | Таймазов Тимур Борисович                    | Україна      | чемпіон XXVI Олімпійських ігор, рекордсмен світу, заслужений майстер спорту України з важкої атлетики, м. Київ                                                          | За видатні спортивні перемоги на XXVI літніх Олімпійських іграх в Атланті, особистий внесок у піднесення авторитету і престижу України в світі | 7 серпня 1996  | [ 25 ] |
| 87 | Тедеєв Ельбрус Сосланович                   | Україна      | бронзовий призер XXVI Олімпійських ігор, заслужений майстер спорту України з вільної боротьби, Київська область                                                         | За видатні спортивні перемоги на XXVI літніх Олімпійських іграх в Атланті, особистий внесок у піднесення авторитету і престижу України в світі | 7 серпня 1996  | [ 25 ] |
| 88 | Шаріпов Рустам Халімджанович                | Україна      | чемпіон, бронзовий призер XXVI Олімпійських ігор зі спортивної гімнастики, м. Харків                                                                                    | За видатні спортивні перемоги на XXVI літніх Олімпійських іграх в Атланті, особистий внесок у піднесення авторитету і престижу України в світі | 7 серпня 1996  | [ 25 ] |